# Henry Wilson
Henry Wilson, rodným jménem Jeremiah Jones Colboath (16. února 1812 Farmington, New Hampshire – 22. listopadu 1875 Washington, D.C.) byl americký politik a státník.
Narodil se jako Jeremiah Jones Colboath a když mu bylo deset let, byl kvůli chudobě rodiny dán svým otcem k adopci sousednímu farmáři Henrymu Wilsonovi. V roce 1833 si pak změnil jméno na Henry Wilson.
Působil v Zákonodárném sboru státu Massachusetts v letech 1844–1846 a 1850–1852 a v Senátě za tento stát v letech 1855–1873. Jako 18. viceprezident USA ve vládě demokratického Prezidenta Ulyssese S. Granta od 4. března 1873 až do své smrti 22. listopadu 1875 Senátu i předsedal. Zdravotně na tom nebyl zrovna nejlépe a proto v Senátu často chyběl.